# Циккер, Ян
Ян Циккер (словац. Ján Cikker; 29 июля 1911, Банска-Бистрица — 21 декабря 1989, Братислава) — словацкий композитори педагог. Народный артист ЧССР (1966).
Автор девяти опер.

## Биография
Циккер родился в Банска-Бистрице.
Его первыми учителями музыки были его мать Мария Псоткова и Вилиам Фигуш-Бистри. Учился у Ярослава Кржички (композиция) и Бедржиха Видермана (орган) в Пражской консерватории (1930—1935), затем совершенствовался как композитор в Праге под руководством Витезслава Новака и в Вене у Феликса Вайнгартнера (1936—1937).
С 1939 года преподавал в Братиславской консерватории, с 1951 года — в Высшей школе музыкального искусства в Братиславе. Среди учеников — Витязослав Кубичка, Илья Зельенка и др.
С 1949 активно сотрудничал в союзах чехословацкой и словенской композиторов. Был заместителем председателя Словацкого Союза по охране авторских прав, с 1975 председатель Чехословацкого музыкального совета при ЮНЕСКО. Председатель национального Музыкального совета ЧССР.

Ян Циккер умер в Братиславе, где в честь композитора был открыт музей.

## Сочинения
Современные приёмы письма сочетал с мелодикой национального музыкального фольклора.

### Оперы
Самая известная — «Воскресение» (по Л. Н. Толстому); премьера оперы состоялась в Праге, в 1962 году.
Примечание. В скобках указаны годы написания
- Юро Яношик (Juro Jánošík, 1950—1953)
- Бег Баязид (Beg Bajazid, 1957)
- Мистер Скрудж (Mister Scrooge, по «Рождественским рассказам» Ч. Диккенса, 1959)
- Воскресение (по Л. Н. Толстому, 1959—1961)
- Игра о любви и смерти (Hra o láske a smrti, по Р. Роллану, 1966)
- Кориолан (1970—1972)
- Приговор (Rozsudok, 1976—1978)
- Осада Быстрицы (Obliehanie Bystrice, 1979—1981)
- Из жизни насекомых (Zo života hmyzu, по К.Чапеку, 1984—1986)

#### Незавершенные
- Метеор (1966)
- Антигона (1987—1989)

### Балет
- Балетная музыка «Идиллия» (1944)

### Симфоническая музыка
- Симфония «Весенняя» (1937)
- Симфония «1945 год» (1975)
- Симфоническая поэма «Битва» (впервые исполнена на 1-м музыкальном фестивале «Пражская весна» в 1946)
- Словацкая сюита

### Концертные произведения
- Концертино для фортепиано с оркестром (1942)

## Награды
Государственная премия им. К. Готвальда (1955). Премия Гердера (1966)
Народный артист ЧССР (1966). Кавалер Ордена Людовита Штура 1 класса (2011, посмертно).